# Gonomyia austrotropica
Gonomyia austrotropica là một loài ruồi trong họ Limoniidae. Chúng phân bố ở miền Australasia.